# Nikolaus Lauxen
Nikolaus Lauxen (* 13. Oktober 1722 in Boppard; † 18. November 1791 in Koblenz) war ein in Diensten der Stadt Koblenz stehender Architekt des Spätbarocks, der schwerpunktmäßig an Mittelrhein und Mosel im Bereich des Erzstiftes Trier tätig war.

## Leben
Lauxen nahm seine Tätigkeit als Baumeister erst spät auf, als er im Alter von 45 Jahren 1767 den Entwurf für den Marktbrunnen in Cochem zeichnete. Zwei Jahre später (1769) trat er seine Stelle im Bauwesen der Stadt Koblenz an, die er bis zu seinem Tode innehatte. Die immer wieder genannte Stelle eines Stadtbaumeisters ist aber urkundlich für ihn nicht belegbar. Neben seinen dienstlichen Aufgaben auf städtebaulichem Gebiet und bei städtischen Bauvorhaben in Koblenz war er für zahlreiche Privatauftraggeber wie Klöster, Kirchengemeinden und Bürger (vor allem Unternehmer) tätig. Sein frühes berufliches Aufgabenfeld ist unbekannt. Um 1760 erschienen gelegentlich in Schriftstücken die Bezeichnungen Färber und Kunstmahler. Die später von ihm verwendete Bezeichnung Lieutenant bzw. Hauptmann weist auf eine anschließende Ausbildung zum Architekten hin, die im 18. Jahrhundert üblicherweise beim Militär absolviert wurde. Lauxen gehörte zu den letzten Architekten im Rheinland, die noch in spätbarocken Formen bauten, kurz bevor der französisch beeinflusste Frühklassizismus mit dem Bau des Koblenzer Schlosses 1777 im südlichen Rheinland Einzug hielt. Er stand in der Tradition der fränkischen Barockbaumeister um Balthasar Neumann und Johannes Seiz, die auch im Raum Koblenz gearbeitet haben.
Er erbaute 1771 im Auftrag des Abtes der Abtei Brauweiler die repräsentative Dreiflügelanlage um den Prälaturhof des Klosters. 1773 bis 1775 leitete er den Wiederaufbau des durch einen Brand zerstörten Klosters Nonnenwerth. Dies bedeutete seinen Durchbruch als ziviler Baumeister, wodurch er vermehrt Aufträge außerhalb von Koblenz erhielt. Er gestaltete von 1780 bis 1785 den Prälatenflügel der Abtei Brauweiler und wurde 1783 von der Abtei Rommersdorf mit dem Bau eines Gästehauses beauftragt.

## Werke

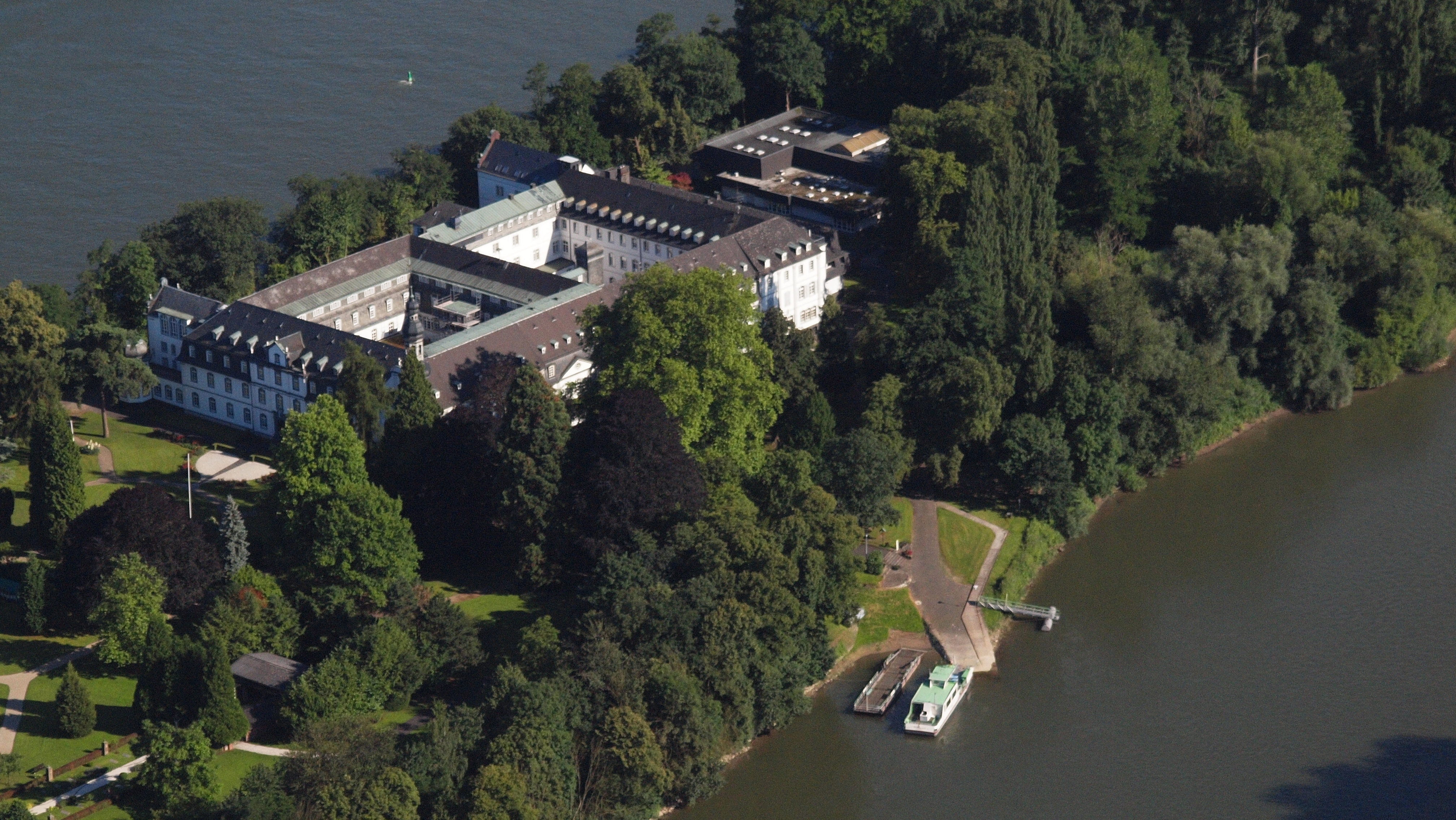
Kloster Nonnenwerth

- Bürgerhäuser am Jesuitenplatz in Koblenz (1769 ff.)
- Fronhof in Mesenich an der Mosel (1771)
- Kath. Pfarrkirche St. Georg in Urmitz (1772–72)
- Benediktinerinnenkloster Nonnenwerth (1773–75)
- Gästebau/Krankenhaus und das Engelportal der Prämonstratenserabtei Rommersdorf bei Neuwied (1777)
- Bolongaropalast in Frankfurt-Höchst (1777–81)
- Prälaturbau der Benediktinerabtei Brauweiler (1780–85)
- Freiligrathhaus (Palais von Buschmann/von Biegeleben) in Unkel (1750/70)
- Haus Spee in Neuwied-Engers (1770)
- Haus d’Ester, sog. Marienburg, in Vallendar (1770–73)
- Galeriebau am Bürresheimer Hof in Koblenz (1770–74)
- Sakristei der Liebfrauenkirche in Koblenz (1776)
- Städt. Schule am Plan in Koblenz (1776)
- Haus Knoodt in Boppard (1778)